# Bruce Ford
Bruce Ford, né le 18 septembre 1954 à Victoria (Colombie-Britannique), est un rameur d'aviron canadien. 

## Carrière
Bruce Ford participe aux Jeux olympiques de 1984 à Los Angeles et remporte la médaille de bronze avec le quatre de couple canadien composé de Mike Hughes, Phil Monckton et Doug Hamilton.